# Lista de prefeitos de Itacoatiara
Esta é uma lista de prefeitos do município de Itacoatiara, no estado brasileiro do Amazonas:
| N                   | Nome                                  | Imagem             | Partido                                          | Início do Mandato         | Fim do Mandato           | Observações |
| Período Monárquico  | Período Monárquico                    | Período Monárquico | Período Monárquico                               | Período Monárquico        | Período Monárquico       | Período Monárquico |
| ------------------- | ------------------------------------- | ------------------ | ------------------------------------------------ | ------------------------- | ------------------------ | --- |
| 1                   | Damaso de Souza Barriga               |                    | Partido Conservador PC                           | 5 de junho de 1874        | 13 de março de 1876      | Presidiu à sessão de instalação da cidade em 5 de junho de 1874 e ficou à frente do governo municipal até 13 de março de 1876, quando renunciou à vereança para assumir definitivamente o cargo de deputado. |
| 2                   | João Antônio Rodrigues Vieira         |                    | Partido Conservador PC                           | 14 de março de 1876       | 17 de junho de 1876      | Presidente interino |
| 3                   | Júlio Ferreira Capucho                |                    | Partido Conservador PC                           | 18 de junho de 1876       | 26 de julho de 1876      | Presidente interino; foi afastado da presidência da Câmara por razões de natureza ética e, em seguida, foi decretada intervenção no município |
| 4                   | Tenente Aristides Augusto César Pires |                    | Partido Conservador PC                           | 27 de julho de 1976       | 2 de agosto de 1876      | Interventor provincial |
| 5                   | Dionísio José Serudo Martins          |                    | Partido Conservador PC                           | 3 de agosto de 1876       | 7 de janeiro de 1877     | Designado para um mandato-tampão |
| 6                   | Dionísio José Serudo Martins          |                    | Partido Conservador PC                           | 8 de janeiro de 1877      | 13 de janeiro de 1879    | Eleito vereador em 7 de setembro de 1876 para o triênio 1877-1880, assumiu a presidência da Câmara em 8 de janeiro de 1876; retirado para tratamento de saúde em 14 de junho de 1877, retornou em 11 de julho de 187; gravemente enfermo, afastou-se em definitivo do cargo em 13 de janeiro de 1879                        |
| 7                   | Antônio José Serudo Martins           |                    | Partido Conservador PC                           | 15 de junho de 1877       | 24 de abril de 1878      | Presidente eventual; em razão de força maior renunciou em 24 de abril de 1878 |
| 8                   | Máximo Pinheiro Lopes                 |                    | Partido Conservador PC                           | 25 de abril de 1878       | 6 de abril de 1879       | Presidente interino |
| 9                   | Antônio José de Moura Júnior          |                    | Partido Conservador PC                           | 7 de abril de 1879        | 7 de janeiro de 1880     | Presidente interino |
| 10                  | Antônio José de Moura Júnior          |                    | Partido Conservador PC                           | 8 de janeiro de 1880      | 7 de janeiro de 1883     | Reeleito presidente da Câmara para o triênio de 1880 a 1883 |
| 11                  | Dionísio José Serudo Martins          |                    | Partido Liberal PL                               | 6 de janeiro de 1883      | 2 de outubro de 1884     | Presidente da Câmara |
| 12                  | João Pereira Barbosa                  |                    | Partido Liberal PL                               | 3 de outubro de 1884      | 14 de janeiro de 1886    | Presidente da Câmara |
| 13                  | João Pereira Barbosa                  |                    | Partido Liberal PL                               | 15 de janeiro de 1886     | 14 de janeiro de 1889    | Reeleito presidente da Câmara para o triênio 1886 a 1889 |
| 14                  | Álvaro Botelho de Castro e França     |                    | Partido Liberal PL                               | 15 de janeiro de 1889     | 10 de setembro de 1889   | Eleito em 1 de dezembro de 1888, assumiu em janeiro de 1889 mas, menos de dez meses teve seu mandato interrompido pelo opositor João Pereira Barbosa, que deu um "golpe" na Câmara e se autoproclamou seu presidente. Portanto, Álvaro França governou                                                                      |
| 15                  | João Pereira Barbosa                  |                    | Partido Liberal PL                               | 11 de setembro de 1889    | 4 de janeiro de 1890     | Assumiu o governo à força; em 23 de novembro de 1889 reuniu a Câmara e declarou a adesão de Itacoatiara ao regime republicano. |
| Período Republicano |                                       |                    |                                                  |                           |                          | |
| 16                  | Raymundo Nunes Salgado                |                    | Partido Republicano Democrático PRD              | 5 de janeiro de 1890      | 1 de setembro de 1890    | A notícia da Proclamação da República do Brasil chegou ao Amazonas em 21 de novembro de 1889) Presidente do Conselho Municipal de Itacoatiara (em seguida à decretação da República, a Junta Governativa do Amazonas mandou extinguir as câmaras e criou os conselhos dos municípios)                                       |
| 17                  | Joaquim José Pinto de França          |                    | Partido Republicano Democrático PRD              | 2 de setembro de 1890     | 10 de setembro de 1890   | Presidente interino |
| 18                  | Carlos Cardoso Fernandes de Sá        |                    | Partido Republicano PR                           | 11 de setembro de 1890    | 1 de outubro de 1890     | Presidente do Conselho |
| 19                  | Targino José das Neves Bananeira      |                    | Partido Republicano Democrático PRD              | 2 de outubro de 1890      | 19 de julho de 1891      | Presidente do Conselho |
| 20                  | Raymundo João Carneiro                |                    | Partido Republicano Democrático PRD              | 20 de julho de 1891       | 12 de janeiro de 1892    | Com a outorga da Constituição Estadual de 13 de março de 1891, o cargo de presidente do Conselho passa a ser comissário executivo municipal. |
| 21                  | Miguel Francisco Cruz Júnior          |                    | Partido Republicano Democrático PRD              | 13 de janeiro de 1892     | 2 de março de 1892       | Comissário executivo do município, foi destituído pelo interventor federal do Amazonas, José Inácio Borges Machado |
| 22                  | Raymundo João Carneiro                |                    | Partido Republicano Democrático PRD              | 3 de março de 1892        | 29 de março de 1892      | Comissário executivo municipal |
| 23                  | Álvaro Botelho de Castro e França     |                    | Partido Republicano Democrático PRD              | 30 de março de 1892       | 23 de julho de 1892      | Nomeado pelo governador Eduardo Gonçalves Ribeiro, ficou no cargo de comissário executivo até a promulgação da Constituição Estadual em 23 de julho de 1892 |
| 24                  | Álvaro Botelho de Castro e França     |                    | Partido Republicano Democrático PRD              | 24 de julho de 1892       | 8 de de setembro de 1896 | Confirmado no cargo de comissário executivo; a nova carta política do estado extinguiu a figura do comissário executivo e criou a do superintendente; eleito em 25 de janeiro de 1893, assumiu em 27 de fevereiro de 1893.                                                                                                  |
| 25                  | João Miguel Ribas                     |                    | Partido Republicano Democrático PRD              | 9 de setembro de 1896     | 11 de janeiro de 1897    | Nomeado superintendente |
| 26                  | Avelino Rodrigues                     |                    | Partido Republicano Federal PRF                  | 12 de janeiro de 1897     | 6 de julho de 1897       | Superintendente municipal |
| 27                  | Jason Hermida                         |                    | Partido Republicano Federal PRF                  | 7 de julho de 1897        | 11 de julho de 1897      | Presidente da intendência |
| 28                  | Pedro de Alcântara do Rego Barros     |                    | Partido Democrático Nacional PDN                 | 11 de julho de 1897       | 4 de junho de 1898       | Superintendente |
| 29                  | Boaventura José de Figueiredo         |                    | Partido Republicano Federal PRF                  | 2 de fevereiro a 27       | 4 de junho de 1898       | Intendente e substituto eventual do superintendente |
| 30                  | Avelino Augusto Martins               |                    | Partido Republicano Federal PRF                  | 5 de junho de 1898        | 24 de fevereiro de 1899  | Superintendente interino |
| 31                  | Álvaro Botelho de Castro e França     |                    | Partido Liberal Amazonense PL                    | 25 de fevereiro de 1899   | 11 de março de 1900      | Renomeado superintendente |
| 32                  | Joaquim Alves de Lima Verde           |                    | Partido Liberal Amazonense PL                    | 12 de março de 1900       | 15 de janeiro de 1902    | Superintendente |
| 33                  | Avelino Augusto Martins               |                    | Partido Liberal Amazonense PL                    | 16 de janeiro de 1902     | 2 de setembro de 1903    | Superintendente |
| 34                  | João Pereira Barbosa                  |                    | Partido Republicano Conservador PRC              | 3 de setembro de 1903     | 24 de janeiro de 1905    | Superintendente |
| 35                  | Luiz Stone                            |                    | Partido Liberal Amazonense PL                    | 25 de janeiro de 1905     | 24 de janeiro de 1908    | Superintendeu os negócios municipais |
| 36                  | João Pereira Barbosa                  |                    | Partido Republicano Conservador PRC              | 25 de janeiro de 1908     | 31 de dezembro de 1910   | Superintendente |
| 37                  | Manoel Joaquim da Costa Pinheiro      |                    | Partido Republicano Conservador PRC              | 1 de janeiro de 1911      | 31 de dezembro de 1913   | |
| 38                  | Joaquim Francisco de Queiroz          |                    | Partido Republicano Conservador PRC              | 1 de janeiro de 1914      | 31 de dezembro de 1916   | Superintendente |
| 39                  | João da Paz Serudo Martins            |                    | Partido Republicano Progressista PRP             | 1 de janeiro de 1917      | 31 de dezembro de 1919   | Dirigente do município |
| 40                  | Francisco Olympio de Oliveira         |                    | Partido Republicano Progressista PRP             | 1 de janeiro de 1920      | 31 de dezembro de 1922   | Superintendente |
| 41                  | Antônio Guaycurus de Souza            |                    | Partido Republicano Conservador PRC              | 1 de janeiro de 1923      | 2 de junho de 1924       | Superintendente; mandato com interrupções |
| 42                  | Raymundo Rodrigues Cruz               |                    | Partido Republicano Progressista PRP             | 3 de junho de 1924        | 31 de julho de 1924      | Intendente; em face da deposição de Antônio Guaycurus de Souza, assumiu a superintendência em cerca de junho/julho de 1924 |
| 43                  | João da Paz Serudo Martins            |                    | Partido Liberal Amazonense PL                    | 1° de agosto de 1924      | 2 de setembro de 1925    | Presidente da intendência; devido ao movimento militar de 23 de julho de 1924 eclodido em Manaus, provavelmente assumiu em agosto de 1924 |
| 44                  | Abdias de Paiva                       |                    | Partido Republicano Conservador PRC              | 3 de setembro de 1925     | 14 de março de 1926      | Intendente; devido às desinteligências, parece ter governado interinamente em setembro de 1925; o certo é que o superintendente Antônio Guaycurus de Souza concluiu o seu mandato escorado em uma decisão do Tribunal de Justiça do Estado                                                                                  |
| 45                  | Isaac José Perez                      |                    | Partido Liberal Amazonense PL                    | 15 de março de 1926       | 15 de março de 1930      | Em razão da extinção do cargo de superintendente pela constituição estadual de 14 de fevereiro de 1926, Perez foi o primeiro administrador a receber a designação de prefeito; foi nomeado pelo presidente do Estado Efigênio Ferreira de Salles                                                                            |
| 46                  | Abílio Nery                           |                    | Partido Progressista PP                          | de 15 de março de 1930    | 13 de novembro de 1930   | A Revolução de 1930 dissolveu o Congresso Nacional, as assembleias estaduais e as intendências municipais e a de Itacoatiara foi fechada em 25 de outubro de 1930, sendo reaberta em 2 de setembro de 1935, com a denominação de Câmara Municipal; os prefeitos passaram a ser nomeados pelo interventor federal do Estado. |
| 47                  | Manoel Lourenço Justiniano de Farias  |                    | Partido Progressista Democrático PPD             | de 14 de novembro de 1930 | 30 de março de 1931      | Prefeito nomeado |
| 48                  | Manoel Severiano Nunes                |                    | Partido Progressista PP                          | 31 de março de 1931       | 9 de setembro de 1931    | Prefeito nomeado pelo Governador |
| 49                  | Manoel José Machado Barbuda           |                    |                                                  | 10 de setembro de 1931    | 2 de dezembro de 1931    | Prefeito nomeado pelo Governador |
| 50                  | Péricles José Carneiro Toledo         |                    |                                                  | 3 de dezembro de 1931     | 25 de dezembro de 1931   | Secretário da prefeitura, assumiu interinamente |
| 51                  | Gonzaga Tavares Pinheiro              |                    |                                                  | 26 de dezembro de 1931    | 3 de março de 1935       | Prefeito nomeado pelo Governador |
| 52                  | Hermínio de Carvalho                  |                    |                                                  | 4 de março de 1935        | 19 de dezembro de 1935   | Prefeito nomeado pelo Governador |
| 53                  | Hermínio de Carvalho                  |                    |                                                  | 20 de dezembro de 1935    | 8 de dezembro de 1937    | Com a abertura política, foi eleito em 2 de janeiro de 1935 mas, ante a decretação da ditadura do Estado Novo pelo presidente Getúlio Vargas, não pode concluir seu mandato |
| 54                  | Alexandre José Antunes                |                    |                                                  | 9 de dezembro de 1937     | 26 de maio de 1943       | Prefeito nomeado pelo Interventor Álvaro Botelho Maia |
| 55                  | Gregoriano Magalhães Ausier           |                    |                                                  | 27 de maio de 1947        | 24 de junho de 1943      | Secretário da prefeitura, substituiu o Prefeito interinamente |
| 56                  | Francisco do Couto Valle              |                    |                                                  | 25 de junho de 1943       | 1° de fevereiro de 1944  | Prefeito nomeado pelo Governador |
| 57                  | Osório Alves da Fonseca               |                    | Partido Republicano Progressista PRP             | 2 de fevereiro de 1944    | 3 de janeiro de 1946     | Prefeito nomeado pelo Governador |
| 58                  | José Rebelo de Mendonça               |                    | Partido Social Democrático PSD                   | 4 de janeiro de 1946      | 27 de fevereiro de 1946  | Prefeito nomeado pelo Governador |
| 59                  | Osório Alves da Fonseca               |                    | Partido Republicano Progressista PRP             | 28 de fevereiro de 1946   | 30 de abril de 1947      | Prefeito renomeado pelo Governador |
| 60                  | Francisco Trigueiro Sobrinho          |                    | Partido Social Democrático PSD                   | 1° de maio de 1947        | 18 de setembro de 1947   | Prefeito nomeado pelo Governador |
| 61                  | Edson Epaminondas de Melo             |                    | União Democrática Nacional UDN                   | 19 de setembro de 1947    | 28 de setembro de 1947   | Prefeito nomeado pelo Governador |
| 62                  | Antônio de Araújo Costa               |                    | Partido Social Democrático PSD                   | 29 de dezembro de 1947    | 11 de janeiro de 1952    | Prefeito eleito em sufrágio universal |
| 63                  | Teodorico de Almeida Nunes            |                    | Partido Democrata Cristão PDC                    | 12 de janeiro de 1952     | 8 de julho de 1955       | Prefeito eleito em sufrágio universal, posteriormente cassado pela Câmara Municipal |
| 64                  | Raimundo Martiniano de Araújo         |                    | Partido Social Democrático PSD                   | 9 de julho de 1955        | 27 de julho de 1955      | Presidente da Câmara no cargo interinamente |
| 65                  | Pedro Santarém Penalber               |                    | União Democrática Nacional UDN                   | 28 de julho de 1955       | 17 de novembro de 1955   | Prefeito eleito pela Câmara, renunciou ao mandato |
| 66                  | Adamastor Onety de Figueiredo         |                    | Partido Social Democrático PSD                   | 18 de novembro de 1955    | 11 de janeiro de 1956    | Presidente da Câmara, assumiu provisoriamente em 18 de novembro e em seguida foi eleito para completar o mandato |
| 67                  | Raimundo Perales                      |                    | Partido Social Democrático PSD                   | 12 de janeiro de 1956     | 11 de janeiro de 1960    | Prefeito eleito em sufrágio universal |
| 68                  | Acácio Soares de França Leite         |                    | Partido Trabalhista Brasileiro PTB               | 12 de janeiro de 1960     | 5 de agosto de 1963      | Prefeito eleito em sufrágio universal, renunciou ao mandato para concorrer à Câmara Municipal |
| 69                  | Luiz Soares de Medeiros               |                    | Partido Social Democrático PSD                   | 6 de agosto de 1963       | 13 de outubro de 1963    | Prefeito eleito pela Câmara Municipal, licenciou-se e não mais voltou ao cargo |
| 70                  | Paulo Gomes da Silva                  |                    | Partido Trabalhista Brasileiro PTB               | 14 de outubro de 1963     | 11 de janeiro de 1964    | Presidente da Câmara, em face da declaração de vacância do cargo deixado por Luiz Soares de Medeiros tomou posse como Prefeito interinamente |
| 71                  | Galdino Girão de Alencar              |                    | Partido Libertador PL                            | 12 de janeiro de 1964     | 17 de setembro de 1966   | Prefeito eleito em eleições suplementares, renunciou o cargo para disputar uma vaga na Assembleia Legislativa do Amazonas |
| 72                  | Francisco Ferreira Athayde            |                    | Aliança Renovadora Nacional ARENA                | 17 de setembro de 1966    | 26 de outubro de 1966    | Vice-Presidente da Câmara, assumiu a Prefeitura interinamente devido ao impedimento do Presidente da Casa Legislativa |
| 73                  | Jurandir Pereira Costa                |                    | Aliança Renovadora Nacional ARENA                | 27 de outubro de 1966     | 11 de dezembro de 1966   | Presidente da Câmara, assumiu a Prefeitura interinamente |
| 74                  | Armindo Magalhães Auzier              |                    | Aliança Renovadora Nacional ARENA                | 12 de dezembro de 1966    | 13 de setembro de 1967   | Interventor nomeado pelo Presidente Castelo Branco |
| 75                  | Aurélio Vieira dos Santos             |                    | Aliança Renovadora Nacional ARENA                | 14 de setembro de 1967    | 30 de janeiro de 1969    | Prefeito eleito em sufrágio universal |
| 76                  | Jurandir Pereira Costa                |                    | Aliança Renovadora Nacional ARENA                | 31 de janeiro de 1969     | 30 de janeiro de 1973    | Prefeito eleito em sufrágio universal |
| 77                  | Aurélio Vieira dos Santos             |                    | Aliança Renovadora Nacional ARENA                | 31 de janeiro de 1973     | 31 de janeiro de 1977    | Prefeito eleito em sufrágio universal |
| 78                  | Chibly Calil Abrahim                  |                    | Aliança Renovadora Nacional ARENA                | 1° de fevereiro de 1977   | 28 de fevereiro de 1981  | Prefeito eleito em sufrágio universal |
| 79                  | Getúlio Juliano Borsa Lima            |                    | Movimento Democrático Brasileiro MDB             | 28 de fevereiro de 1981   | 2 de março de 1981       | Presidente da Câmara no cargo por decisão do Juiz Ari Jorge Moutinho da Costa, assumiu a prefeitura em 28 de fevereiro de 1981; a decisão foi revogada em menos de 48 horas pelo TJ-AM |
| 80                  | Chibly Calil Abrahim                  |                    | Partido Democrático Social PDS                   | 2 de março de 1981        | 31 de janeiro de 1983    | Prefeito eleito em sufrágio universal, reempossado no cargo |
| 81                  | João Manoel Filgueiras Ferreira       |                    | Partido Democrático Social PDS                   | 9 de junho de 1982        | 9 de junho de 1982       | Sec.Municipal, nomeado ao cargo de prefeito interinamente por Chibly, em razão do vice-prefeito Milton Amed e o presidente da Câmara Afonso não se encontrarem no município. O presidente da Câmara Afonso, assumiu 4h depois, ao chegar de viagem.                                                                         |
| 82                  | Mamoud Amed Filho                     |                    | Partido Democrático Social PDS                   | 1° de fevereiro de 1983   | 31 de janeiro de 1988    | Prefeito eleito em sufrágio universal |
| 83                  | Francisco Pereira da Silva            |                    | Partido do Movimento Democrático Brasileiro PMDB | 1° de janeiro de 1989     | 31 de dezembro de 1992   | Prefeito eleito em sufrágio universal |
| 84                  | Mamoud Amed Filho                     |                    | Partido do Movimento Democrático Brasileiro PMDB | 1° de janeiro de 1993     | 31 de dezembro de 1996   | Prefeito eleito em sufrágio universal |
| 85                  | Miron Osmário Fogaça                  |                    | Partido Trabalhista Brasileiro PTB               | 1° de janeiro de 1997     | 31 de dezembro de 2000   | Prefeito eleito em sufrágio universal |
| 86                  | Mamoud Amed Filho                     |                    | Partido Liberal PL                               | 1° de janeiro de 2001     | 31 de dezembro de 2004   | Prefeito eleito em sufrágio universal |
| 87                  | Mamoud Amed Filho                     |                    | Partido Popular Socialista PPS                   | 1° de janeiro de 2005     | 31 de dezembro de 2008   | Prefeito reeleito em sufrágio universal |
| 88                  | Antônio Peixoto                       |                    | Partido dos Trabalhadores PT                     | 1° de janeiro de 2009     | 17 de outubro de 2009    | Prefeito eleito em sufrágio universal, posteriormente afastado pelo Tribunal Regional Eleitoral do Amazonas |
| 89                  | Raimundo Silva                        |                    | Partido do Movimento Democrático Brasileiro PMDB | 17 de outubro de 2009     | 21 de outubro de 2009    | Presidente da Câmara no cargo interinamente |
| 90                  | Donmarques Mendonça                   |                    | Partido da República PR                          | 21 de outubro de 2009     | 16 de novembro de 2009   | Segundo colocado nas eleições Municipais no cargo de titular |
| 91                  | Antônio Peixoto                       |                    | Partido dos Trabalhadores PT                     | 16 de novembro de 2009    | 30 de novembro de 2009   | Prefeito eleito em sufrágio universal, retorna ao cargo de titular |
| 92                  | Donmarques Mendonça                   |                    | Partido da República PR                          | 30 de novembro de 2009    | 8 de fevereiro de 2010   | Segundo colocado nas eleições Municipais reocupando o cargo de titular |
| 93                  | Antônio Peixoto                       |                    | Partido dos Trabalhadores PT                     | 8 de fevereiro de 2010    | 31 de dezembro de 2012   | Volta ao cargo por liminar concedida por Ricardo Lewandowski, processo extinto em 6 de abril de 2010 |
| 94                  | Mamoud Amed Filho                     |                    | Partido Social Democrático PSD                   | 1° de janeiro de 2013     | 31 de dezembro de 2016   | Prefeito eleito em sufrágio universal |
| 95                  | Antônio Peixoto                       |                    | Partido dos Trabalhadores PT                     | 1° de janeiro de 2017     | 31 de dezembro de 2020   | Prefeito eleito em sufrágio universal |
| 96                  | Luís Gustavo Frank Brás               |                    | Partido do Movimento Democrático Brasileiro PMDB | 8 de junho de 2020        | 23 de junho de 2020      | Vice-prefeito assumiu interinamente a função de prefeito |
| 97                  | Mário Abrahim                         |                    | Partido Social Cristão PSC                       | 1° de janeiro de 2021     | 31 de dezembro de 2024   | Prefeito eleito em sufrágio universal |
| 98                  | Mário Abrahim                         |                    | Republicanos REP                                 | 1° de janeiro de 2025     | Atualidade               | Prefeito eleito em sufrágio universal |